# توني هاربر
توني هاربر (بالإنجليزية: Toni Harper)‏ (و. 1937 – م) هي ممثلة، ومغنية، وعازفة الجاز، من الولايات المتحدة الأمريكية، ولدت في لوس أنجلوس.

## وصلات خارجية
- توني هاربر على موقع IMDb (الإنجليزية)
- توني هاربر على موقع ميوزك برينز (الإنجليزية)
- توني هاربر على موقع أول موفي (الإنجليزية)
- توني هاربر على موقع أول ميوزيك (الإنجليزية)
- توني هاربر على موقع ديسكوغز (الإنجليزية)
- توني هاربر على موقع كينوبويسك (الروسية)